# Duodécimo Doctor
El Duodécimo Doctor es la duodécima encarnación del protagonista de la serie británica de ciencia ficción de la BBC Doctor Who. Es interpretado por Peter Capaldi, tras la marcha de Matt Smith como el Undécimo Doctor en el especial navideño de 2013. Capaldi ya había aparecido anteriormente en la serie interpretando a Lucius Caecilius Iucundus en el episodio de la cuarta temporada moderna Los fuegos de Pompeya, y había interpretado al burócrata John Frobisher en Los niños de la Tierra, un serial de 2009 del spin-off Torchwood.
Capaldi hizo su primera aparición como el Doctor en el especial navideño de 2013. Lo acompaña en la décima temporada moderna de 2017 los acompañantes del Nardole (Matt Lucas) y Bill Potts (Pearl Mackie).
En la narrativa de la serie, el Doctor es un alienígena de siglos de edad, de la raza de los Señores del Tiempo del planeta Gallifrey, que viaja por el tiempo y el espacio en su TARDIS, frecuentemente con acompañantes. Cuando el Doctor es herido mortalmente, puede regenerar su cuerpo, pero al hacerlo gana una nueva apariencia física y con ella, una nueva personalidad distintiva.
El 30 de enero de 2017, Capaldi confirmó que la décima temporada será la última que cuente con su participación, siendo el especial de Navidad su última aparición como el Duodécimo Doctor.

## Casting

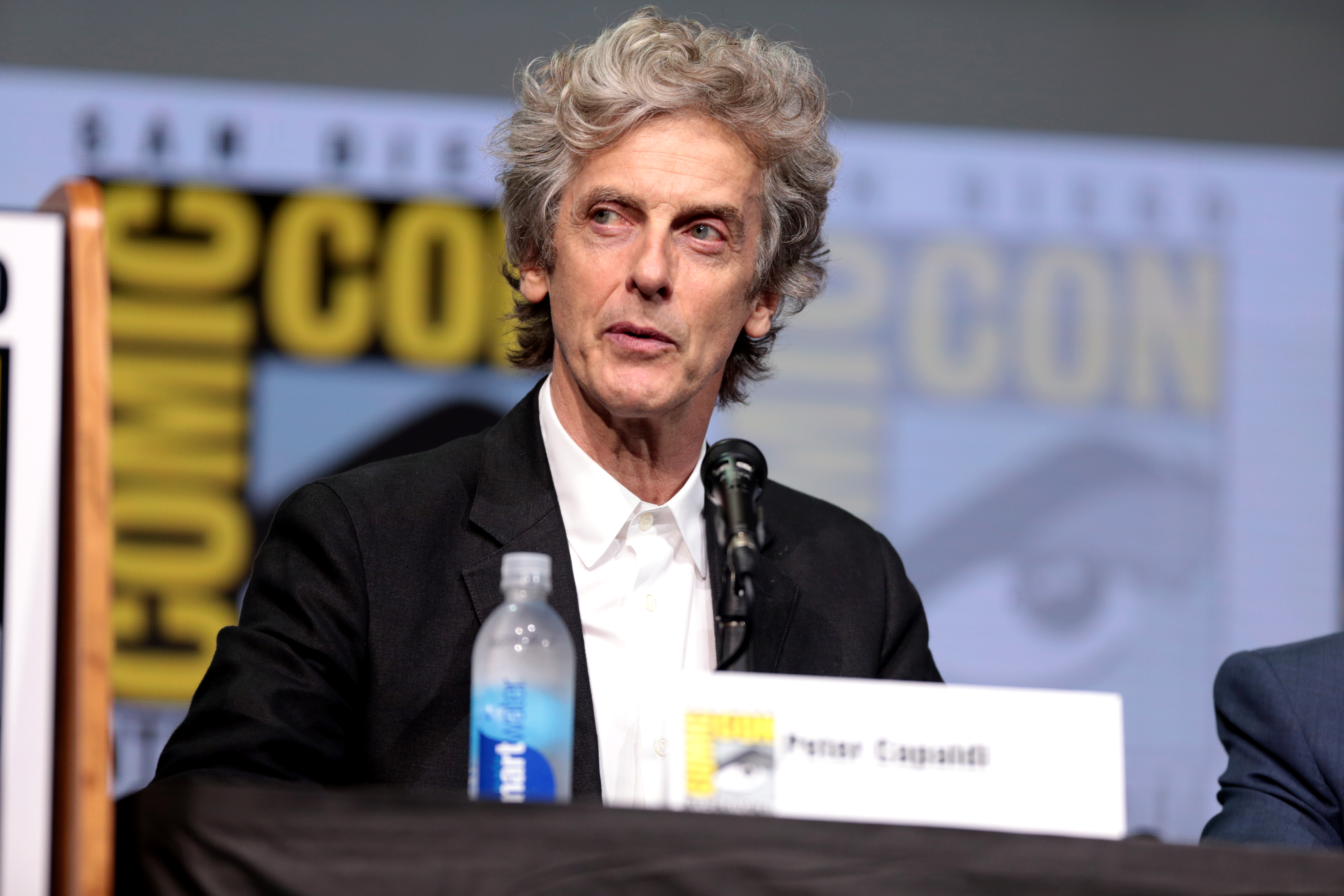
Peter Capaldi en la Comic Con International de San Diego de 2017.

Matt Smith, intérprete del Undécimo Doctor, anunció su marcha de Doctor Who el 1 de junio de 2013. Antes de que se revelara la identidad de Capaldi como el siguiente Doctor, hubo una intensiva especulación acerca del tema en los medios. El 3 de agosto de 2013, las apuestas se suspendieron cuando Capaldi se convirtió en el favorito de 5 a 6 para el papel. La elección de Capaldi se hizo pública el 4 de agosto durante una emisión en directo titulada Doctor Who Live: The Next Doctor, en BBC One.
Otros actores de los que se especuló pudieron hacer el papel del Duodécimo Doctor fueron entre otros Daniel Rigby, Ben Daniels y Damien Molony. Daniels confirmó tiempo después que fue oficialmente uno de los candidatos. El escritor de fantasía Neil Gaiman, que escribió episodios para la serie, declaró que un actor negro rechazó el papel.
El guionista y productor de Doctor Who, Steven Moffat, dijo que Capaldi "se le pasó brevemente por la cabeza" mientras hacía el casting del Undécimo Doctor, pero desechó la idea, pensando que no era adecuado para el papel. Ben Stephenson, comisionado de dramáticos de la BBC, dijo que se sugirió a Capaldi meses antes de la revelación de agosto, y que se hizo una audición en secreto en casa de Moffat. Capaldi se preparó para la audición descargándose de internet guiones viejos de Doctor Who y practicando frente a un espejo. Descubrió que había conseguido el papel mientras filmaba The Musketeers de Adrian Hodges en Praga. Con 55 años, Capaldi debuta en el rol con la misma edad que William Hartnell (el Primer Doctor) cuando interpretó al personaje, convirtiéndose así en el actor más veterano desde Hartnell en interpretar al Doctor, en oposición a su antecesor, Matt Smith, que fue el más joven en hacerlo.

### Salida
Con el anuncio de que Steven Moffat dejaría el show en diciembre de 2017, se comenzó a rumorear sobre si esta sería la última temporada de Capaldi. Un mes antes de esto, Capaldi comento durante una entrevista que:

Este podría ser mi último año, es aterrador, me encanta Doctor Who, pero puede ser un mundo insular y quiero hacer otras cosas.
Llegara un momento donde esto terminará, pero ya lo sabía desde el principio. Estoy pensando en mi escena de regeneración desde el principio, esa es mi terrible naturaleza melancólica.
Cuando aceptas el trabajo, sabes que, inevitablemente, llegara el día que tendrás que decir adiós.

Finalmente el 30 de enero de 2017, Capaldi confirmó que la décima temporada será su última participación en la serie. Acerca de su decisión de abandonar el show, Capaldi comentó que a pesar del amor que le tiene a la serie, no estaba seguro de si sería capaz de entregar en su mejor desempeño si continuaba en la serie por más tiempo.
Tras este anuncio, las especulaciones más populares entre los medios para el reemplazante de Capaldi fueron  Ben Whishaw, Phoebe Waller-Bridge, Olivia Colman, Richard Madden, Maxine Peake, Kris Marshall y Tilda Swinton.
En junio de 2017, Russell T. Davies confirmó que ya conoce la identidad del próximo doctor, pero se negó a revelarlo.
El 16 de julio de 2017, la BBC confirmó que Jodie Whittaker sería el próximo doctor, siendo la primera mujer en ocupar el rol.

## Apariencia

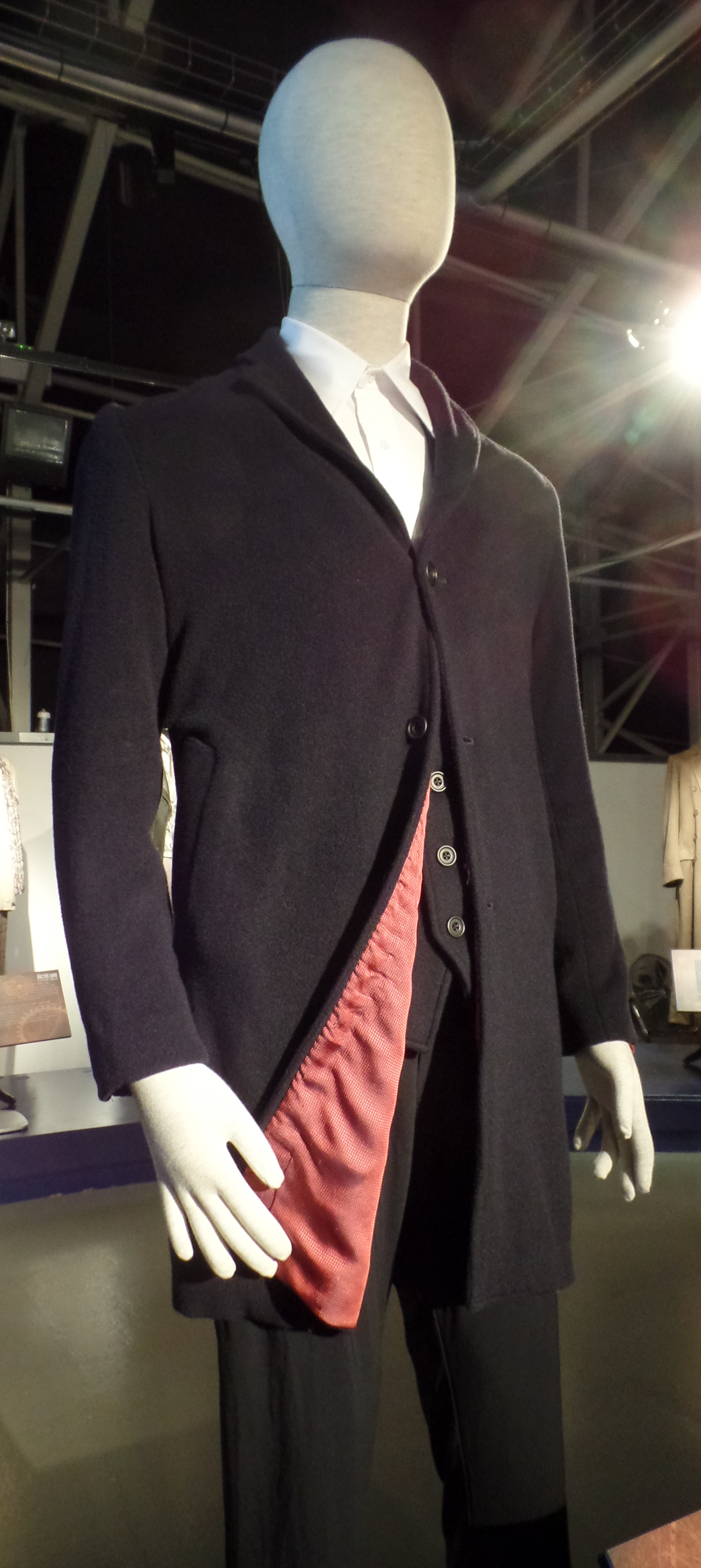
Vestimenta del Duodécimo Doctor en exhibición en Doctor Who Experience

El vestuario del Duodécimo Doctor fue revelado oficialmente el 27 de enero de 2014, mientras se rodaba la octava temporada de la serie. Este Doctor viste una chaqueta larga azul oscuro marca Crombie, con el interior de color rojo, pantalones azul oscuro, una camisa blanca y unas botas Loake. El look fue ideado por Howard Burden, director de vestuario de la serie. Sobre su traje, Capaldi comentó que su Doctor «teje el futuro con material del pasado. Simple, rígido, y de vuelta a lo básico. Sin lujos, sin bufanda, tan sólo un Señor del Tiempo rebelde 100%».
| Predecesor: Undécimo Doctor | El Doctor 2013-2017 | Sucesor: Decimotercer Doctor |